# Tóalmás
Tóalmás község Pest vármegyében, a Nagykátai járásban.

## Fekvése

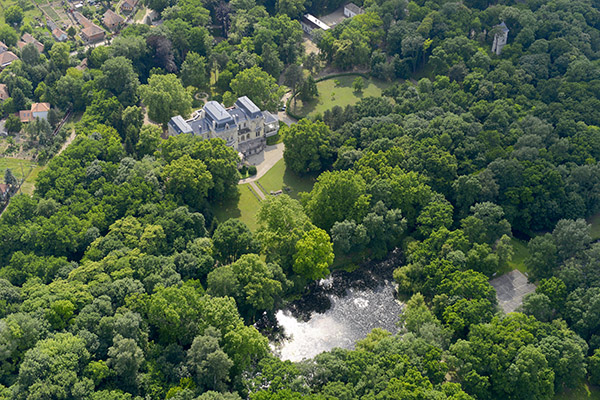
Kastély és kastélypark légi fotón, Tóalmás

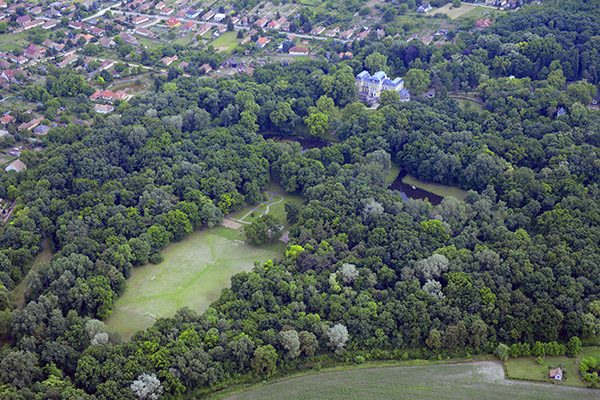
A tóalmási Andrássy kastély látképe a magasból

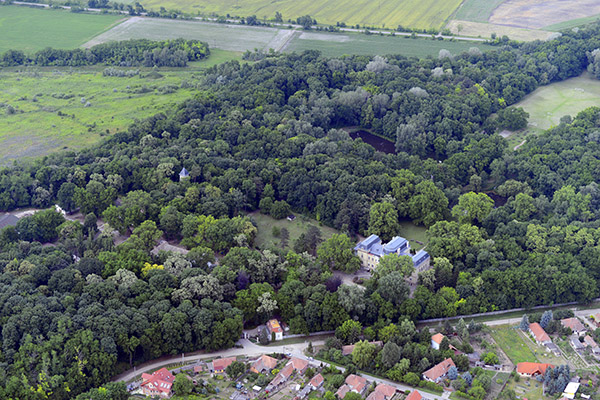
Tóalmás a kastéllyal a levegőből

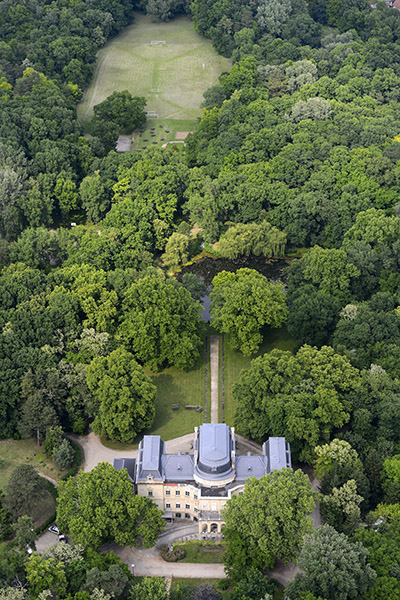
Tóalmás, Andrássy kastély légi felvételen

Tóalmás Pest vármegye északkeleti határán, Budapesttől 55 km-re fekszik. Megközelíthető a főváros felől a 31-es főúton Tápiószecsőn át, ahonnan tábla jelzi; Jászberényből ugyancsak a 31-es úton, Nagykátán és Szentmártonkátán keresztül, valamint az M3-as sztrádán Gödöllőnél vagy Aszódnál letérve a Valkó–Vácszentlászló–Zsámbok ill. Tura–Zsámbok útvonalon.

## Története
Első okleveles említése 1406-ból való, Almásként. Az Árpádok alatt a jánoshidai premontrei apátság birtoka. Mint település, már a XI–XII. században létezett. Erre utalnak a régi templom maradványai: a várfalszerű széles talapzat – melyre a jelenlegi templom épült – és a körülötte fellelt emberi maradványok. Bizonyítékul szolgál még, hogy a Poklos-dombon (Várhegy) földvár nyomai tűnnek elő, körülötte cserépedény-törmelékekkel. A régi település vélhetően a tatárjárás alatt pusztult el. Utána a község újratelepült. 1406-ig Kókai-Kachi János volt birtokosa. Keleti-délkeleti határrészét a Káthay család a XII. században kapta királyi adományként. Miután a Kókaiaknak magvaszakadt, Zsigmond király részüket javadalmazásra a királyi kápolna ispánjának adta, aki egyben a királyi levéltár őre volt. 1409-ben a Tétényi-Kapi család kapja adományba a királytól, de már a következő évben meg is fosztja őket tőle. Ezek után királyi birtok volt, amíg 1424-ben Zsigmond nejének, Borbála királynénak adományozta, mint Szanda és Buják várának tartozékát. 1439-ben Albert király az előbbit megfosztván birtokaitól, feleségének, Erzsébet királynénak adta tovább. Ezt követően gyakran cserél gazdát: olyan urai vannak, mint a Rozgonyiak, Lábatlanok, Báthoriak. 1511-ben Kókai Német Kakas Truczy Bernát nevében tiltakozik Almás és Kóka eladományozása ellen.
Almás keleti részén, a Káthay család birtokán 1473-ban önálló település jön létre Boldog-Asszony Kathaya néven, melynek temploma is volt (jelenlegi Török-domb). A hódoltság idején Almás elpusztul. A török defter szerint Almás-puszta néven maradt fenn, s területét Sámbok, valamint Szecső rájáik művelték. Boldogasszonykáta, mint önálló település szintén megszűnt, templomát széthordták. Puszta Boldog-káta néven jegyezték a későbbiek folyamán. Valójában Almás mégsem néptelenedett el teljesen: 1691-ben egy negyed, 1695-ben kettő portával rótták meg. A török kivonulása után az elbujdosottak közül sokan visszatelepültek és újabb családok is letelepedtek. A császári seregek fenntartása címén óriási gazdasági tehertétel – elvonás – hárult a lakosságra. Az elégedetlenség folytán a Rákóczi-szabadságharc kitörésekor az 1703. szeptember 13-án kelt felhívásra 48 órán belül 43 fő csatlakozott Nagy Gergely hadnagy zászlaja alá. Az újabb háború következtében a lakosság létszáma csökkent: az 1701-ben még 88 adózó családból 1715-re 58 maradt. Az 1728-as összeírás szerint a kecskeméti járáshoz tartozóan 73, 1744-ben 102, 1760-ban 152 adózó jobbágy család élt itt. 1728-ban földesurai a császárhoz hű Koháry István, Pláthy, Aszály, Vajda és Pétery. A község létszáma jelentősem megnövekedett, a felvidéken keresztül részben erdélyiekkel, de zömmel Nógrád és Gömör vármegyékből Heves vármegyén át magyar anyanyelvű betelepülőkkel. Római katolikus vallásúak voltak; a szláv eredetű nevek elenyészők.
Az 1730-as évek elején Prónay (I) Gábor Károly királytól az egész helységet Puszta-Boldogkáta és Szentmártonkáta egy részével adományba kapja, és ettől kezdve a Prónay család bárói ágának birtoka, és az maradt 1848-ban is földesura. A község területe 1897-ben már több birtokos család között oszlott meg: Bíró Zsigmondnak 229 kh, Wahrmann Renének 670 kh-ja volt. Ezen gazdacímtár nem tartalmazza a közben Gömör–Kishont vármegyéből idetelepült Katona családot, akik 900–900 magyar hold terjedelemmel lettek birtokosok. Az utóbbi Boldogkátán 1909-ben építtetett úrilakot. Az 1910-es adatok alapján báró Prónay Sz. Gábornak 2154 holdja, özv. Beretvás Endrénének (sz.: Wahrmann R.) 1200, Katona Ferencnek 900, Katona Lajosnak 900, Bíró Zsigmondnak 305 holdja van. Az I. világháború előtt Beretvás Endréné birtokát gr. Andrássy Gézáné vette meg a régi és új kastéllyal s a körülötte lévő parkkal (Bócz-kert).
A község életében erősödött az állami igazgatás, a földesúri egyeduralom megszűnt, számba vették a lakosokat. 1900-ban már 2495 lakosa volt, a házak száma 413. Az 1930-i cenzus szerint 3385 a lakosok száma, a házaké 702. Területe ekkor 6836 kh, megoszlás szerint: szántó 3977, rét 825, legelő 763, erdő 93, szőlő 302, kertség 8, nádas 72, terméketlen szik, utak, hidak, vizek stb. 379, belterületi lakóporták 399 kh. A termelésbe vont terület – főleg a jó minőségű földállomány – bő kétharmada a nagybirtokosok tulajdonában volt, míg kb. negyedrész – a soványabb termőföld – a kisparaszti gazdálkodásban oszlott meg.
Kialakult a község településszerkezete is. A Felvégen – a templom körül (plébánia, kántorlakás, egyházi telkek) – a vezető réteg bírt tulajdonjoggal, itt volt az akkor még egyedüli földbirtokos kastélya, s e településrész körül laktak a vezető tisztségviselők is. Az Alvég a földművelő parasztság lakóhelye volt. A falu a századforduló után két nagy urasági vonzáskörletbe került, így azok cselédházai a falu településébe beépültek, a Felvégen mint Felső-uradalom, az Alvégen mint Alsó-uradalom. A középbirtokosok esetében azok tanyaközpontjai körül voltak a cselédek lakásai.
Az I. világháború után 230 katasztrális holdat osztottak ki a földnélküliek, a háborúban károsultak és a hadiözvegyek részére. Ezen a parcellázott részen jött létre az Újtelep. Itt alakult ki a kézműiparos réteg is. Ezt már nem a fésűs beépítésű szerkezet, hanem a kiskertes településforma jellemezte. A világháborúban a szerb és olasz frontokon, Galíciában 110 tóalmási katona esett el, a hadiözvegyek száma 38, a hadiárváké 16 fő volt.
Tóalmás 1708-ban még Tót-Almás néven szerepel és ilyen pecsétet használ a XIX. század elejéig. Később Tó-Almás, majd 1898-ban a királyi belügyminiszter törzskönyvezteti Tóalmás névre.

## Közélete

### Polgármesterei
| Időszak   | Név             | Jelölő szervezet | Megjegyzés |
| --------- | --------------- | ---------------- | ---------- |
| 1990–1994 | Kovács Magdolna | független        |            |
| 1994–1998 | Törőcsik József | MDF              |            |
| 1998–2002 | Törőcsik József | MDF              |            |
| 2002–2006 | Törőcsik József | MDF              |            |
| 2006–2010 | Kovács Magdolna | független        |            |
| 2010–2014 | Kovács Magdolna | független        |            |
| 2014–2019 | Kovács Magdolna | független        |            |
| 2019–2024 | Kovács Magdolna | független        |            |
| 2024–     | Kovács Magdolna | független        |            |

## Népesség
A település népességének változása:
| Lakosok száma | 3219 | 3223 | 3344 | 3682 | 3938 | 3990 | 4002 |
|               | 2013 | 2014 | 2018 | 2021 | 2022 | 2023 | 2024 |

A 2011-es népszámlálás során a lakosok 81,7%-a magyarnak, 3,3% cigánynak, 0,2% horvátnak, 0,4% németnek, 0,3% románnak mondta magát (17,9% nem nyilatkozott; a kettős identitások miatt a végösszeg nagyobb lehet 100%-nál). A vallási megoszlás a következő volt: római katolikus 51,9%, református 4,6%, evangélikus 0,9%, görögkatolikus 0,5%, felekezeten kívüli 10,8% (28,8% nem nyilatkozott).
2022-ben a lakosság 87,7%-a vallotta magát magyarnak, 2,9% cigánynak, 0,4% románnak, 0,2% ukránnak, 0,2% horvátnak, 0,1-0,1% lengyelnek, németnek, bolgárnak, szlováknak és szerbnek, 3,5% egyéb, nem hazai nemzetiségűnek (11,9% nem nyilatkozott; a kettős identitások miatt a végösszeg nagyobb lehet 100%-nál). Vallásuk szerint 35,8% volt római katolikus, 4,4% református, 0,7% görög katolikus, 0,3% evangélikus, 0,1% ortodox, 2,9% egyéb keresztény, 1,2% egyéb katolikus, 13% felekezeten kívüli (41,4% nem válaszolt).

## Nevezetességei

### Andrássy-kastély
Az egykor nyaralásra és vadászatokra fönntartott Andrássy-kastélyt a II. világháború után államosították, berendezése eltűnt. A SZOT-gyermeküdülőként használt ingatlant 1989-től a WOL Élet Szava Magyarország AlapÍtvány bérelte több éven át, ma pedig parkjával együtt a tulajdonában van; jelenleg is jó állapotú és látogatható. Az alapítvány nyári táborokat, szeptembertől májusig pedig kétéves, bentlakásos bibliaiskolát szervez. A hatalmas kastélypark természetvédelmi oltalom alatt áll, s a nyári táborok idején kívül a nagyközönség is látogathatja. A kastély és a park a 60-as években két filmforgatás helyszíne volt.

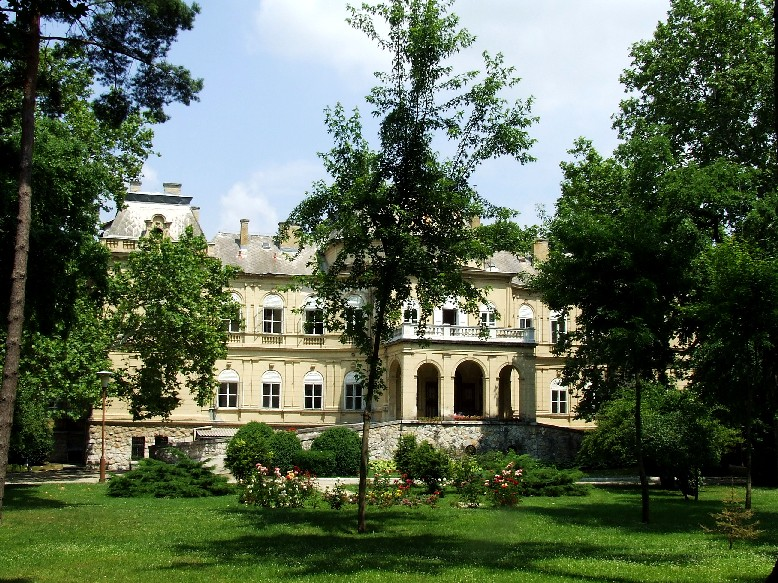
Az Andrássy-kastély a parkkal

### Szent András-templom
A Váci egyházmegye 1317–28 között készült térképe Almasiensis néven templomos helyként tünteti fel Tóalmást, amelynek egyháza a térkép szerint szilárd anyagból épült. A régi falazat elárulja, hogy talán a XI–XII. században is állt már itt templom. A mai egyházat erre az erős, 1 m vastag falú, várszerű romtemplomra építették. A templom építéséről a középkorból nem maradt fenn adat. A hódoltság után 1687-ben (vagy pár évvel később) kijavították a gótikus épületet, így a Canonica Visitatio 1697-ben már palánkkal körülvett, jól fedett és jól felszerelt templomról tesz említést [a Canonica Visitatiót, vagyis a plébániák rendszeres látogatását Berkes András váci nagyprépost (1666–1729) tette általánossá]. A sokszögű gótikus szentélyhez a XVIII. században toldották a barokk hajót; az ősi gótikus magot 1710–15-ben bővítették, majd 1746-ban épült a torony és a mellette lévő helyiségek: Szent Sír-kápolna, feljárat a kórusra és a toronyba. A sekrestye a hajóbővítéssel együtt készülhetett. A templom tornya 1746-ban épült, 1760-ban pedig javításon esett át. Az ősi szentély támpilléres falában három – bizonytalan rendeltetésű – szegmentíves fülke van. A barokk hajó 12×8,5 méteres. Titulusa: Szent András. Plébánosait 1675-ig lehet visszavezetni. Historia domusa 1846-ban kezdődik, 1869-től magyar nyelvű. A Canonica visistatiók évei: 1697, 1716, 1725, 1746, 1777, 1852. Régebben az egyházközség elemi iskolát is fenntartott; 1943-ban a tanerők száma 7 fő. 1858-ban a feljegyzések szerint a tető és a lapos mennyezet rossz állapotban volt; Cacciaritól fennmaradt egy terv a javításra (a színes eredeti a Váci Egyházmegyei Levéltárban, Alois Cacciari Zimmermeister in Waitzen domborpecséttel). A templom orgonája 1860-ból, keresztelőkútja 1871-ből való. A toronysisakot 1932-ben lebontották. Bővítése 1941–43-ban volt napirenden, de a háború miatt elmaradt. A templom legutóbbi renoválására 1979–81 között került sor.

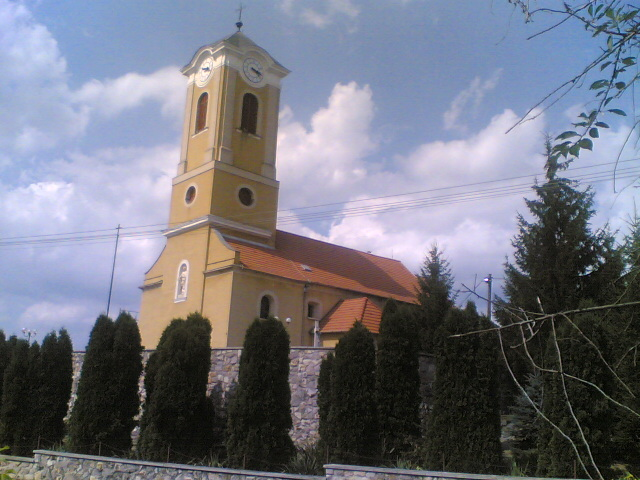
Szent András-templom

Fontosabb dátumok a helyi egyházra vonatkozóan, időrendben (részben a historia domusból):
- 1869: a plébánia zsindelyezése
- 1871: keresztelőkút létesítése
- 1875: a jubileumi év május havának 13. napján, délután 4 órakor villám csapott a toronyba és a tetőbe; tűz nem volt, de károsodott a torony zsindelyezése, a tető és a födémszerkezet
- 1896: november utolsó hetében új főoltárt helyeztek el, melyet advent első vasárnapján szenteltek föl; a hívek adakozásából új Monstranciát vásároltak; ebben az évben létesült az Úr koporsójának kápolnája
- 1934: egyházközségek megalakulása
- 1941: templomépítési ügy: felmerült, hogy a torony meghagyásával a templomot lebontanák és a heléybe új, nagyobb egyház épülne, ám a terv meghiúsult
- 1965: áprilisban megkezdődtek a templomhajó festési munkálatai – dr. Dénes Jenő festőművész munkája
- 1979–81: renoválás
- 1987: tervek a támfal készítésére
- 1990: a támfal műkőlezárással elkészült
- 2005: a templomot kivilágítják; Szent László-szobor vásárlása és szentelése; az épületre villámhárítót szerelnek

### Szent András Gyógyvizes Strand és Kemping
A gyógy- és strandfürdő a kempinggel a község északkeleti részén, a Hajta-patak mellett található.
1969-ben, az itteni szénhidrogén-kutatás során egy meddő fúrásból termálvíz tört fel. A vízadó réteg 870 m mélyen található. A tóalmási gyógyvíz – az alföldi termálvizektől eltérően – kis keménységű, alkáli-hidrogénkarbonátos. Hőmérséklete a kútfejnél 47,5 °C. A tóalmási vizet 2002-ben ásványvízzé, 2004-ben gyógyvízzé minősítették, és Szent András gyógyvíz néven került lajstromozásra.
A gyógyfürdő előtti tágas parkoló területe mintegy két hektár; a strandé több mint 1,6 hektárnyi füves, részben fásított park, három medencével:
- 12×25 m-es fürdőmedence, vízvisszaforgatóval; vízhőfoka 28 °C
- 6×10 m-es ülőpados gyógymedence; vízhőfoka 36 °C
- 6×10 m-es gyerekmedence; vízhőfoka 32 °C

A füves terület egy részén röplabdázásra és kispályás futballozásra is lehetőség van. A vendégek ellátásáról több szolgáltató egység és üzlet gondoskodik.
A kemping közvetlenül a strand mellett található, 2,3 hektáros, füvesített, részben fásított területen. 65 lakókocsi számára van víz- és elektromos csatlakozás, de további lakókocsikat is tudnak fogadni, és természetesen sátrazni is lehet. A terület központi szociális építményében WC, zuhanyzó, mosdó és mosogató kapott helyet. A kempingből közvetlen átjárás van a strandra.

## Híres tóalmásiak
- Brodszky Sándor festőművész
- Csapó János színész, érdemes művész, a Miskolci Nemzeti Színház Örökös tagja
- Újvári József válogatott labdarúgó, kapus

## Külső hivatkozások
- Tóalmás Község Hivatalos Honlapja
- Tóalmás az utazom.com honlapján